# كوردس
كوردس (بالتركية: Gördes) هي بلدة ومُديريَّة تقع في ولاية مانيسا بتركيا. تصل مساحتها إلى 947.44 كم²، وترتفع عن سطح البحر حوالي 578 م.